# Тапа (Кызылординская область)
Тапа (каз. Тапа) — село в Казалинском районе Кызылординской области Казахстана. Входит в состав Кумжиекского сельского округа. Код КАТО — 434443880.

## Население
В 1999 году население села составляло 228 человек (127 мужчин и 101 женщина). По данным переписи 2009 года, в селе проживали 363 человека (183 мужчины и 180 женщин).